# ジャン・ギユー
ジャン・ギユー（Jean Guillou、1930年4月18日 - 2019年1月26日）は、フランスの作曲家、編曲家、オルガン奏者。

## 略歴
アンジェ出身。パリ音楽院でマルセル・デュプレ、モーリス・デュリュフレ、オリヴィエ・メシアン各氏の薫陶を受ける。1955年からリスボンの教会音楽学校でオルガンと作曲を教え、1962年に帰国して2015年までサントゥスタッシュ教会のオルガニストを務めた。
1970年から2005年までチューリヒ音楽院でオルガンのマスター・クラスを開講していた。現在ではオルガニスト兼作曲家フランチェスコ・フィリディの師として知られている。
パリにて没。